# Stazione di Porto Campanhã
La stazione di Campanhã (in portoghese Estação de Campanhã) è la principale stazione ferroviaria di Porto, in Portogallo. L'altra grande stazione cittadina, in prossimità del centro, è São Bento.